# Permanent (album)
Permanent è un album compilation dei Joy Division pubblicato nel 1995.

## Disco
Questo disco dei Joy Division è una compilation dei precedenti brani. L'unica traccia che è inedita è Love Will Tear Us Apart mixata (Permanent Mix). L'album è stato pubblicato nel 1995 per la London Records 90 Ltd.. In Francia, invece, è stato messo sul mercato da Barclay e in Germania da Musik GmbH.

## Formazione
- Ian Curtis (voce, chitarra)
- Bernard Sumner (chitarra, tastiere)
- Stephen Morris (batteria)
- Peter Hook (basso)

## Tracce
1. Love Will Tear Us Apart – 3:11
2. Transmission – 3:33
3. She's Lost Control – 3:57
4. Shadow play – 3:53
5. Day of the Lords – 4:45
6. Isolation – 2:52
7. Passover – 4:44
8. Heart and Soul – 5:48
9. Twenty Four Hours – 4:26
10. These Days – 3:27
11. Novelty – 4:00
12. Dead Souls – 4:53
13. The Only Mistake – 4:12
14. Something Must Break – 2:51
15. Atmosphere – 4:08
16. Love Will Tear Us Apart (Permanent mix) – 3:37